# Xã Willow, Quận Antelope, Nebraska
Xã Willow (tiếng Anh: Willow Township) là một xã thuộc quận Antelope, tiểu bang Nebraska, Hoa Kỳ. Năm 2010, dân số của xã này là 50 người.